# Сайнцагаан
Сайнцагаан (монг. Сайнцагаан) — сомон аймака Дундговь в центральной части Монголии, площадь которого составляет 3 406 км². Численность населения по данным 2007 года составила 13 703 человек.
Центр сомона — город Мандалговь, являющийся административным центром аймака и расположенный в 260 километрах от столицы страны — Улан-Батора.

## География
Сомон расположен в центральной части Монголии.
Из полезных ископаемых в сомоне встречаются уголь, цветные металлы.

## Климат
Климат резко континентальный. Средняя температура января -17 градусов, июля +20-22 градусов. Ежегодная норма осадков 120-180 мм.

## Фауна
Животный мир Сайнцагаана представлен лисами, корсаками.

## Инфраструктура
В сомоне есть школа, больница, дома отдыха.